# IJslands voetbalelftal in 2009
Het IJslands voetbalelftal speelde in totaal elf interlands in het jaar 2009, waaronder vier wedstrijden in de kwalificatiereeks voor het wereldkampioenschap voetbal 2010 in Zuid-Afrika. De selectie stond voor het derde opeenvolgende jaar onder leiding van bondscoach Ólafur Johannessen. Drie spelers speelden in 2009 in negen van de elf duels mee en misten twee wedstrijden: verdedigers Kristján Sigurðsson, Indriði Sigurðsson en Grétar Steinsson. IJsland won van de elf gespeelde interlands er drie en verloor er vijf; het nationaal elftal had een nipt negatief doelsaldo van –1. Daardoor zakte IJsland in 2009 op de FIFA-wereldranglijst van de 80ste (januari 2009) naar de 92ste plaats (december 2009), een daling die zich ook in het volgende jaar zou doorzetten.

## Balans
| Wedstrijden | Wedstrijden | Wedstrijden | Wedstrijden | Doelpunten | Doelpunten | Doelpunten | Punten |
| Gespeeld    | Winst       | Gelijk      | Verlies     | Voor       | Tegen      | Saldo      | Punten |
| ----------- | ----------- | ----------- | ----------- | ---------- | ---------- | ---------- | ------ |
| 11          | 3           | 3           | 5           | 12         | 13         | –1         | 0.818  |

## Interlands
|                                                        |               |                                         |         |                                                                                                |
| 11 februari Vriendschappelijk № 368 «onderlinge duels» | Liechtenstein | 0 – 2                                   | IJsland | Estadio La Manga, La Manga del Mar Menor Toeschouwers: 200 Scheidsrechter: Petur Reinert (FAR) |
| 11 februari Vriendschappelijk № 368 «onderlinge duels» |               | 28' Arnór Smárason 47' Eiður Guðjohnsen |         | Estadio La Manga, La Manga del Mar Menor Toeschouwers: 200 Scheidsrechter: Petur Reinert (FAR) |

|                                                     |                       |       |                                                     |                                                                                     |
| 22 maart Vriendschappelijk № 369 «onderlinge duels» | IJsland               | 1 – 2 | Faeröer                                             | Íþróttafélagið Kórinn, Kópavogur Toeschouwers: 553 Scheidsrechter: Mike Riley (ENG) |
| 22 maart Vriendschappelijk № 369 «onderlinge duels» | Jónas Sævarsson 90+1' |       | 22' Fróði Benjaminsen 42' (e.d.) Guðjón Antoníusson | Íþróttafélagið Kórinn, Kópavogur Toeschouwers: 553 Scheidsrechter: Mike Riley (ENG) |

|                                                       |                                        |       |                        |                                                                                   |
| 1 april Kwalificatie WK 2010 № 370 «onderlinge duels» | Schotland                              | 2 – 1 | IJsland                | Hampden Park, Glasgow Toeschouwers: 42.259 Scheidsrechter: Thomas Einwaller (AUT) |
| 1 april Kwalificatie WK 2010 № 370 «onderlinge duels» | Ross McCormack 38' Steven Fletcher 65' |       | 54' Indriði Sigurðsson | Hampden Park, Glasgow Toeschouwers: 42.259 Scheidsrechter: Thomas Einwaller (AUT) |

|                                                      |                             |       |                                      |                                                                                 |
| 6 juni Kwalificatie WK 2010 № 371 «onderlinge duels» | IJsland                     | 1 – 2 | Nederland                            | Laugardalsvöllur, Reykjavík Toeschouwers: 9.800 Scheidsrechter: Mike Dean (ENG) |
| 6 juni Kwalificatie WK 2010 № 371 «onderlinge duels» | Kristján Örn Sigurðsson 89' |       | 9' Nigel de Jong 16' Mark van Bommel | Laugardalsvöllur, Reykjavík Toeschouwers: 9.800 Scheidsrechter: Mike Dean (ENG) |

|                                                       |                                    |       |         |                                                                                |
| 10 juni Kwalificatie WK 2010 № 372 «onderlinge duels» | Macedonië                          | 2 – 0 | IJsland | Philip II Arena, Skopje Toeschouwers: 7.000 Scheidsrechter: Saïd Ennjimi (FRA) |
| 10 juni Kwalificatie WK 2010 № 372 «onderlinge duels» | Aco Stojkov 9' Filip Ivanovski 85' |       |         | Philip II Arena, Skopje Toeschouwers: 7.000 Scheidsrechter: Saïd Ennjimi (FRA) |

|                                                        |                         |       |                   |                                                                                           |
| 12 augustus Vriendschappelijk № 373 «onderlinge duels» | IJsland                 | 1 – 1 | Slowakije         | Laugardalsvöllur, Reykjavík Toeschouwers: 5.099 Scheidsrechter: Lars Christoffersen (DEN) |
| 12 augustus Vriendschappelijk № 373 «onderlinge duels» | Kristján Sigurðsson 59' |       | 35' Róbert Vittek | Laugardalsvöllur, Reykjavík Toeschouwers: 5.099 Scheidsrechter: Lars Christoffersen (DEN) |

|                                                           |                      |       |                     |                                                                                       |
| 5 september Kwalificatie WK 2010 № 374 «onderlinge duels» | IJsland              | 1 – 1 | Noorwegen           | Laugardalsvöllur, Reykjavík Toeschouwers: 7.321 Scheidsrechter: Alexandru Tudor (ROM) |
| 5 september Kwalificatie WK 2010 № 374 «onderlinge duels» | Eiður Guðjohnsen 29' |       | 11' John Arne Riise | Laugardalsvöllur, Reykjavík Toeschouwers: 7.321 Scheidsrechter: Alexandru Tudor (ROM) |

|                                                        |                                                                 |       |                          |                                                                                        |
| 9 september Vriendschappelijk № 375 «onderlinge duels» | IJsland                                                         | 3 – 1 | Georgië                  | Laugardalsvöllur, Reykjavík Toeschouwers: 4.726 Scheidsrechter: Matteo Trefoloni (ITA) |
| 9 september Vriendschappelijk № 375 «onderlinge duels» | Garðar Jóhannsson 14' Ólafur Skúlason 18' Veigar Gunnarsson 55' |       | 33' Vladimir Dvalisjvili | Laugardalsvöllur, Reykjavík Toeschouwers: 4.726 Scheidsrechter: Matteo Trefoloni (ITA) |

|                                                       |                       |       |             |                                                                                         |
| 13 oktober Vriendschappelijk № 376 «onderlinge duels» | IJsland               | 1 – 0 | Zuid-Afrika | Laugardalsvöllur, Reykjavík Toeschouwers: 3.253 Scheidsrechter: Svein Oddvar Moen (NOR) |
| 13 oktober Vriendschappelijk № 376 «onderlinge duels» | Veigar Gunnarsson 49' |       |             | Laugardalsvöllur, Reykjavík Toeschouwers: 3.253 Scheidsrechter: Svein Oddvar Moen (NOR) |

|                                                        |                      |       |         |                                                                                |
| 10 november Vriendschappelijk № 377 «onderlinge duels» | Iran                 | 1 – 0 | IJsland | Azadistadion, Teheran Toeschouwers: 1.000 Scheidsrechter: Abdulla Waleed (QAT) |
| 10 november Vriendschappelijk № 377 «onderlinge duels» | Karim Ansarifard 59' |       |         | Azadistadion, Teheran Toeschouwers: 1.000 Scheidsrechter: Abdulla Waleed (QAT) |

|                                                        |                   |       |                       |                                                                                           |
| 14 november Vriendschappelijk № 378 «onderlinge duels» | Luxemburg         | 1 – 1 | IJsland               | Stade Josy Barthel, Luxemburg-Stad Toeschouwers: 913 Scheidsrechter: Pol van Boekel (NED) |
| 14 november Vriendschappelijk № 378 «onderlinge duels» | Kim Kintziger 75' |       | 63' Garðar Jóhannsson | Stade Josy Barthel, Luxemburg-Stad Toeschouwers: 913 Scheidsrechter: Pol van Boekel (NED) |

## FIFA-wereldranglijst
| JAN | FEB | MAR | APR | MEI | JUN | JUL | AUG | SEP | OKT | NOV | DEC |
| --- | --- | --- | --- | --- | --- | --- | --- | --- | --- | --- | --- |
| 80  | 77  | 75  | 93  | 94  | 92  | 93  | 92  | 96  | 87  | 92  | 92  |

## Statistieken
| Gunnleifur Gunnleifsson | 14.07.1975 | HK Kópavogur         | 6 | 1 | 0 | 7 | 0 |
| Árni Arason             | 07.05.1975 | Odd Grenland         | 4 | 0 | 0 | 4 | 0 |
| Stefán Magnússon        | 05.09.1980 | Lillestrøm SK        | 1 | 0 | 0 | 1 | 0 |
| Verdediging             |            |                      |   |   |   |   |   |
| Kristján Sigurðsson     | 07.10.1980 | SK Brann             | 9 | 0 | 2 | 9 | 2 |
| Indriði Sigurðsson      | 12.10.1981 | Viking FK            | 9 | 0 | 1 | 9 | 1 |
| Grétar Steinsson        | 09.01.1982 | Bolton Wanderers     | 9 | 0 | 0 | 9 | 0 |
| Bjarni Eiríksson        | 28.03.1982 | Valur Reykjavík      | 5 | 1 | 0 | 6 | 0 |
| Sölvi Ottesen           | 18.02.1984 | SønderjyskE          | 4 | 2 | 0 | 6 | 0 |
| Birkir Sævarsson        | 11.11.1984 | SK Brann             | 3 | 2 | 0 | 5 | 0 |
| Hermann Hreiðarsson     | 11.07.1974 | Portsmouth FC        | 3 | 0 | 0 | 3 | 0 |
| Ragnar Sigurðsson       | 19.06.1986 | IFK Göteborg         | 2 | 1 | 0 | 3 | 0 |
| Guðjón Antoníusson      | 03.09.1983 | ÍB Keflavík          | 1 | 0 | 0 | 1 | 0 |
| Guðmundur Gunnarsson    | 21.01.1989 | KR Reykjavík         | 1 | 0 | 0 | 1 | 0 |
| Atli Þórarinsson        | 24.01.1980 | Valur Reykjavík      | 1 | 0 | 0 | 1 | 0 |
| Arnór Aðalsteinsson     | 26.01.1986 | Breiðablik Kópavogur | 0 | 1 | 0 | 1 | 0 |
| Ármann Björnsson        | 07.01.1981 | SK Brann             | 0 | 1 | 0 | 1 | 0 |
| Kristinn Jónsson        | 04.08.1990 | Breiðablik Kópavogur | 0 | 1 | 0 | 1 | 0 |
| Middenveld              |            |                      |   |   |   |   |   |
| Emil Hallfreðsson       | 29.06.1984 | Barnsley FC          | 7 | 0 | 0 | 7 | 0 |
| Brynjar Gunnarsson      | 16.10.1975 | Reading FC           | 6 | 1 | 0 | 7 | 0 |
| Aron Gunnarsson         | 22.04.1989 | Coventry City        | 5 | 2 | 0 | 7 | 0 |
| Pálmi Pálmason          | 09.11.1984 | Stabæk Fotball       | 4 | 3 | 0 | 7 | 0 |
| Helgi Daníelsson        | 13.07.1981 | Hansa Rostock        | 4 | 2 | 0 | 6 | 0 |
| Stefán Gíslason         | 15.03.1980 | Brøndby IF           | 3 | 2 | 0 | 5 | 0 |
| Ólafur Skúlason         | 01.04.1983 | SønderjyskE          | 3 | 1 | 1 | 4 | 1 |
| Jónas Sævarsson         | 28.11.1983 | Halmstads BK         | 2 | 0 | 1 | 2 | 1 |
| Jóhann Berg Guðmundsson | 27.10.1990 | AZ                   | 1 | 1 | 0 | 2 | 0 |
| Eggert Jónsson          | 18.08.1988 | Heart of Midlothian  | 1 | 1 | 0 | 2 | 0 |
| Davíð Viðarsson         | 24.04.1984 | FH Hafnarfjörður     | 1 | 1 | 0 | 2 | 0 |
| Baldur Sigurðsson       | 24.04.1985 | KR Reykjavík         | 0 | 2 | 0 | 2 | 0 |
| Eyjólfur Héðinsson      | 01.01.1985 | GAIS Göteborg        | 1 | 0 | 0 | 1 | 0 |
| Ari Skúlason            | 14.05.1987 | GIF Sundsvall        | 1 | 0 | 0 | 1 | 0 |
| Steinþór Þorsteinsson   | 29.07.1985 | Stjarnan Garðabær    | 1 | 0 | 0 | 1 | 0 |
| Teddy Bjarnason         | 04.03.1987 | IFK Göteborg         | 0 | 1 | 0 | 1 | 0 |
| Matthías Guðmundsson    | 01.08.1980 | FH Hafnarfjörður     | 0 | 1 | 0 | 1 | 0 |
| Gunnar Guðmundsson      | 15.12.1983 | Fjölnir Reykjavík    | 0 | 1 | 0 | 1 | 0 |
| Guðmundur Kristjánsson  | 01.03.1989 | Breiðablik Kópavogur | 0 | 1 | 0 | 1 | 0 |
| Aanval                  |            |                      |   |   |   |   |   |
| Eiður Guðjohnsen        | 15.09.1978 | Tottenham Hotspur    | 6 | 0 | 2 | 6 | 2 |
| Garðar Jóhannsson       | 01.04.1980 | Hansa Rostock        | 2 | 3 | 2 | 5 | 2 |
| Rúrik Gíslason          | 25.02.1988 | Odense BK            | 4 | 0 | 0 | 4 | 0 |
| Veigar Gunnarsson       | 21.03.1980 | AS Nancy             | 3 | 1 | 2 | 4 | 2 |
| Arnór Smárason          | 07.09.1988 | sc Heerenveen        | 3 | 1 | 1 | 4 | 1 |
| Atli Björnsson          | 04.01.1980 | FH Hafnarfjörður     | 0 | 4 | 0 | 4 | 0 |
| Heiðar Helguson         | 22.08.1977 | Watford FC           | 3 | 0 | 0 | 3 | 0 |
| Björgólfur Takefusa     | 11.05.1980 | KR Reykjavík         | 0 | 2 | 0 | 2 | 0 |
| Guðjón Baldvinsson      | 15.02.1986 | GAIS Göteborg        | 1 | 0 | 0 | 1 | 0 |
| Atli Guðnason           | 28.09.1984 | FH Hafnarfjörður     | 1 | 0 | 0 | 1 | 0 |
| Matthías Vilhjálmsson   | 30.01.1987 | FH Hafnarfjörður     | 0 | 2 | 0 | 2 | 0 |
| Óskar Hauksson          | 22.08.1984 | KR Reykjavík         | 0 | 1 | 0 | 1 | 0 |